# Robert Walker (baron Walker de Gestingthorpe)
Pour les articles homonymes, voir Robert Walker et Walker.
Robert Walker, baron Walker de Gestingthorpe (né le 17 mars 1938 et mort le 17 novembre 2023) est un avocat anglais et ancien juge de la Cour suprême du Royaume-Uni. Il est également juge non permanent de la Cour d'appel final de Hong Kong.
Il siège à la Chambre des lords comme crossbencher jusqu'à sa retraite de la Chambre le 17 mars 2021.

## Jeunesse et carrière non judiciaire
Né le 17 mars 1938[Où ?], fils de Ronald Robert Antony Walker par son épouse Mary Helen, Walker fait ses études à Downside School avant de monter au Trinity College de Cambridge d'où il obtient en 1959 un baccalauréat ès arts en classiques et en droit. Il est admis au barreau du Lincoln's Inn en 1960 et devient conseiller de la reine en 1982.
En 2010, il est le trésorier de Lincoln's Inn.
Il siège au comité de rédaction honoraire de la Warwick Student Law Review depuis sa création en 2010.

## Carrière judiciaire
En 1994, Walker est nommé juge de la Haute Cour dans la division de la chancellerie et, comme il est d'usage, il est ensuite nommé Knight Bachelor, avant de devenir Lord Justice of Appeal en 1997. Il succède à Gordon Slynn (en) comme Lord of Appeal in Ordinary en 2002 et est créé pair à vie avec le titre de baron Walker de Gestingthorpe, de Gestingthorpe dans le comté d'Essex . Lui et neuf autres Lords of Appeal in Ordinary deviennent juges de la Cour suprême lors de la création de cet organe le 1er octobre 2009.

## Vie privée
Il épouse Suzanne Diana Leggi en 1962 ; ils ont trois filles et un fils.